# Awassa-Kenema-Stadion
Das Aawassa-Kenema-Stadion ist ein Fußballstadion mit Leichtathletikanlage in der äthiopischen Stadt Awassa, Region Sidama. Es dient dem Hawassa City SC als Heimspielstätte. Es soll eine Kapazität von bis 60.000 Zuschauern bieten.

## Geschichte
Das Stadion in Awassa war, neben dem Addis-Abeba-Stadion und dem Bahir-Dar-Stadion, Schauplatz von Gruppenspiele des CECAFA-Cup 2015. Zudem wurde in der Anlage u. a. ein Spiel der äthiopischen Fußballnationalmannschaft gegen die Seychellen im September 2016 während der Qualifikation für den Afrika-Cup ausgetragen. 2018 wurde ein Qualifikationsspiel von Äthiopien gegen Sierra Leone, für den Afrika-Cup 2019.
Weiter nutze der Verein Wolaitta Dicha das Aawassa-Kenema-Stadion beim Erstrundenspiel gegen den ägyptischen Verein Al Zamalek SC beim CAF Confederation Cup 2018.
Im April 2018 fand im weiten Stadionrund eine Wahlkampfveranstaltung vom späteren Premierminister Abiy Ahmed vor 60.000 Zuschauern statt.